# پسر بومی (فیلم ۲۰۱۹)
پسر بومی (انگلیسی: Native Son) یک فیلم درام آمریکایی به کارگردانی رشید جانسون است. فیلمنامه این فیلم براساس رمانی به همین نام نوشتهٔ ریچارد رایت ساخته شده‌است. در این فیلم اشتون سندرز، مارگارت کوالی، نیک رابینسون، کیکی لین، بیل کمپ و سانا لاتان ایفای نقش می‌کنند. نخستین نمایش جهانی فیلم خود در جشنواره فیلم ساندنس در تاریخ ۲۴ ژانویه ۲۰۱۹ بوده‌است.

## داستان
جوانی آمریکایی آفریقایی‌تبار که در شیکاگو زندگی می‌کند پس از استخدام به عنوان راننده یک تاجر ثروتمند، وارد دنیای جدید و اغواکنندهٔ پول و قدرت می‌شود.